# Laktoferyna
Laktoferyna (inna nazwa: laktoferryna, skrót: LF) – wielofunkcyjne białko z grupy transferryn, wykazujące duże powinowactwo do jonów żelaza. Jest to globularna glikoproteina o masie cząsteczkowej ok. 80 kDa i obecne w wielu płynach ustrojowych i wydzielinach gruczołów, takich jak: mleko, ślina, łzy, wydzielina gruczołów jamy nosowej. Poza tym stwierdzono występowanie laktoferyny w ziarnistościach granulocytów obojętnochłonnych.
Największe stężenie laktoferyny stwierdzono w siarze i występuje też w mleku karmiącej matki, dzięki któremu noworodek otrzymuje składniki odżywcze oraz ochronę przeciwbakteryjną. To białko wchodzi w skład odporności nieswoistej (wrodzonej) i tworząc pierwszą linię obrony organizmu przed patogenami.

## Genetyka
U ludzi, gen laktoferyny znajduje się na 3. chromosomie w locus 3q21-q23.

## Budowa i struktura cząsteczki laktoferyny
Ludzka laktoferyna zbudowana jest z 694 reszt aminokwasowych, a przed jej wydzieleniem zostaje odłączony początkowy fragment złożony z 19 reszt aminokwasowych.
Białko to charakteryzuje się zdolnością do odwracalnego wiązania jonów żelaza – żelazowego Fe3+ z bardzo znacznym powinowactwem i żelazawego Fe2+ z o wiele mniejszym powinowactwem.
Cząsteczki laktoferyny i transferyny, posiadają budowę dwupłatową z podobną konformację przestrzenną.
Każdy z płatów posiada 1 zagłębione miejsce, gdzie przyłączany jest jon żelaza i otaczany łańcuchami o następującej sekwencji aminokwasowej: Tyr-Tyr-Asp-His. Dodatkowo jon jest stabilizowany jonem węglanowym (dwuwęglanowym). Przyłączenie prowadzi do zmian konformacyjnych tej cząsteczki białkowej, z formy otwartej do zamkniętej (apo-LF → holo-LF).

## Działanie i znaczenie fizjologiczne laktoferyny
Laktoferyna jest głównie produkowana przez komórki nabłonkowe o funkcji wydzielniczej (gruczoły błon śluzowych).
Obecność laktoferryny stwierdza się w następujących płynach ustrojowych:
- mleko i siara
- łzy
- ślina
- wydzielina błony śluzowej nosa
- wydzielina błony śluzowej dróg oddechowych
- wydzielina błony śluzowej przewodu pokarmowego
- wydzielina błony śluzowej dróg rodnych
- płyn nasienny
- płyn maziówkowy
- płyn mózgowo-rdzeniowy
- żółć
- mocz
- kał
- pot
- woskowina uszna

Laktoferyna jest obecna na błonach śluzowych i ich bezpośrednim sąsiedztwie, stojąc
na straży przed drobnoustrojami chorobotwórczymi wnikającymi do organizmu.
Oprócz tego laktoferyna produkowana jest przez neutrofile, czyli granulocyty obojętnochłonne i magazynowana ich ziarnistościach wtórnych. Laktoferyna uwalniana z ziarnistości neutrofilów działa tam gdzie docierają one drogą krwionośną i również w tkankach lokalnie przez nie naciekanych.
Laktoferyna największe stężenie osiąga w płynach i wydzielinach ustrojowych, np.
w łzach 2 mg/ml, a w wydzielinie pochwowej 0,15 mg/ml, natomiast w krwi stwierdzana jest w stężeniu zaledwie 0,2-05 µg/ml.
Właściwości laktoferyny:
- immunomodulujące
- przeciwwirusowe
- przeciwbakteryjne
- przeciwgrzybiczne
- przeciwpasożytnicze
- przeciwzapalne
- przeciwnowotworowe

Zasadnicze działanie laktoferyny przeciw drobnoustrojom chorobotwórczym zależy od jej zdolności do chelatowania jonów żelaza. Żelazo jest niezbędne drobnoustrojom do rozwoju i rozmnażania, więc sekwestracja żelaza w znaczący sposób ogranicza ich potencjał chorobotwórczy.
Dodatkowo stwierdzono, że laktoferyna wykazuje działanie hamujące tworzenie się bakteryjnych biofilmów.
Proces immunomodulacji za pośrednictwem laktoferyny polega na wzmaganiu fagocytozy – mechanizmu wychwytywania i wchłaniania drobnych czaąsteczek organicznych (w tym wirusów, bakterii, pierwotniaków i grzybów) poprzez makrofagi. Pod wpływem laktoferyny dochodzi w nich do wytworzenia się tlenku azotu, który neutralizuje chorobotwórcze mikroorganizmy.
Laktoferyna wykazuje też zdolność do wchodzenia w interakcje ze strukturami powierzchniowymi komórek organizmu, bakterii, jak też cząsteczek wirusowych. W globularnej budowie tej proteiny występuje dodatnio naładowany N-końcowy fragment, który wchodzi w elektrostatyczne interakcje z receptorami błon komórkowych naładowanymi ujemnie. W tym przypadku decydujące znaczenie ma powinowactwo grup aminokwasowych laktoferyny do polisacharydów. Przeciwwirusowe i przeciwbakteryjne działanie laktoferyny jest więc dwoiste: proteina wiąże się z cząsteczkami błony komórkowej człowieka, które są wykorzystywane przez patogeny jako miejsce zakotwiczenia się we wstępnej fazie zakażenia i hamuje adsorpcję wirusa do komórki. Z drugiej strony laktoferyna blokuje receptory komórkowe patogenu i uniemożliwia powstanie wiązania wirus-gospodarz. Ten mechanizm ma zasadnicze znaczenie na początku infekcji. Po zakażeniu laktoferyna wykazuje z kolei silne działanie immunotropowe: stymuluje komórki systemu immunologicznego do szybkiego dojrzewania i regulacji odpowiedzi odpornościowej. Ma to szczególne znaczenie podczas immunosupresjii.

## Zapotrzebowanie
Stężenie laktoferyny w organizmie człowieka jest zmienne. Zmienia się także zapotrzebowanie na tę proteinę. W wyniku jej braku może dojść do krótkotrwałego upośledzenia czynności obronnych ustroju lub do immunosupresji. Pierwszy z tych przypadków ma często miejsce w sezonach zwiększonej podatności na infekcje górnych dróg oddechowych (od października do marca, ze szczytem w lutym i marcu).

## Pozyskiwanie i wykorzystanie
Laktoferyna jest izolowana na skalę światową z serwatki oraz odtłuszczonego mleka i jest stosowana do produkcji immunostymulatorów, odżywek dla niemowląt, suplementów żelaza i specjalistycznych produktów mlecznych. Zaletą laktoferyny jest jej odporność na wysoką temperaturę, względna odporność na proteolizę oraz bardzo niska toksyczność. Laktoferyna jest odporna na warunki produkcji żywności, jak też działanie kwaśnych soków żołądkowych i procesy zachodzące w jelitach. Bezpieczeństwo i wielowymiarowe korzyści stosowania laktoferyny pozwala na jej wykorzystanie w suplementach diety o działaniu immunomodulującym.
Laktoferyna bywa też składnikiem uzupełniającym preparatów zażywanych podczas infekcji górnych dróg oddechowych, głównie stanów zapalnych gardła. Bez względu na specyfikę ich działania (np. łagodzenie dolegliwości związanych ze schorzeniem) laktoferyna stanowi składnik, który aktywizuje system immunologiczny do zwalczania infekcji. Synergistyczne działanie pozwala wówczas działać farmaceutykowi nie tylko na objawy (np. ból gardła), ale też przyczyny zakażenia.

### Wykorzystanie w lecznictwie[8]
Na polskim rynku znajdują się suplementy diety i kosmetyki zawierające w swoim składzie laktoferynę. Producenci zalecają ich stosowanie w celu poprawy odporności i wspomagająco w leczeniu zakażeń drobnoustrojami chorobotwórczymi.
- Laktoferyna proszek do sporządzania zawiesiny do picia 1 saszetka zawiera 100 mg laktoferyny z mleka krowiego
- Iladian kapsułki doustne 1 kapsułka zawiera: 2,5 mld CFU Lactobacillus rhamnosus, 2,5 mld CFU Lactobacillus reuteri, 1 mld CFU Lactobacillus gasseri, 25 mg wyciągu z owoców migdałecznika chebułowca, 5 mg laktoferyny
- Remader tabletki 1 tabletka zawiera: 6 mld CFU Lactobacillus rhamnosus GG 53103, 20 mg laktoferyny
- BLF100 proszek do sporządzania zawiesiny do picia 1 saszetka zawiera: 100 mg laktoferyny, 380 mg fruktooligosacharydów
- Immuno Up tabletka powlekana 1 tabletka zawiera: 200 mg β-glukanu 1,3/1,6 D, 50 mg laktoferyny
- Laryng Up Junior tabletka do ssania 1 tabletka zawiera: 30 mg laktoferyny, 15 mg wit. C
- Laryng Up Orange tabletka do ssania 1 tabletka zawiera: 30 mg laktoferyny, 15 mg wit. C
- Laryng Up tabletka do ssania 1 tabletka zawiera: 30 mg laktoferyny, 15 mg wit. C, 2 mg mentolu
- Laniz tabletka do ssania 1 tabletka zawiera: 25 mg laktoferyny, 50 mg wyciągu z owoców aronii czarnoowocowej, 25 mg soku malinowego, 10 mg wit. C, 1,25 µg wit. D
- Asecurin Junior proszek 1 saszetka zawiera: 1 mld CFU Lactobacillus rhamnosus, 2 mld CFU Bacillus coagulans, 2 mld CFU Saccharomyces boulardii, 50 mg laktoferyny, 200 mg inuliny
- Asecurin kapsułka 1 kapsułka zawiera: 2 mld CFU Lactobacillus rhamnosus, 2 mld CFU Lactobacillus reuteri, 2 mld CFU Lactobacillus gasseri, 20 mg laktoferyny, 200 mg inuliny
- Atocure krem zawiera laktoferynę 50 g
- Lactinea krople zawierają laktoferynę i witaminę D